# Bagnoles de l'Orne Normandie
Bagnoles de l’Orne Normandie est, depuis le 1er janvier 2016, une commune nouvelle française située dans le département de l’Orne, en région Normandie, peuplée de 2 698 habitants. Elle est née du regroupement de deux communes, sous le régime juridique des communes nouvelles. Les communes de Bagnoles-de-l'Orne et Saint-Michel-des-Andaines deviennent des communes déléguées.

## Géographie

### Localisation
|                       | Les Monts-d'Andaine          |                 |
| Juvigny-Val-d'Andaine | Bagnoles de l'Orne Normandie | La Ferté-Macé   |
| Rives-d'Andaine       | Tessé-Froulay                | Rives-d'Andaine |

### Hydrographie
La commune est située dans le bassin Loire-Bretagne. Elle est drainée par la Vée, le Mousse, la Prise Pontin, le fief au bœufs et  et un autre petit cours d'eau,.
La Vée, d'une longueur de 24 km, prend sa source dans la commune de La Ferrière-aux-Étangs et se jette  dans un bras de la Mayenne à Rives d'Andaine, après avoir traversé six communes. 

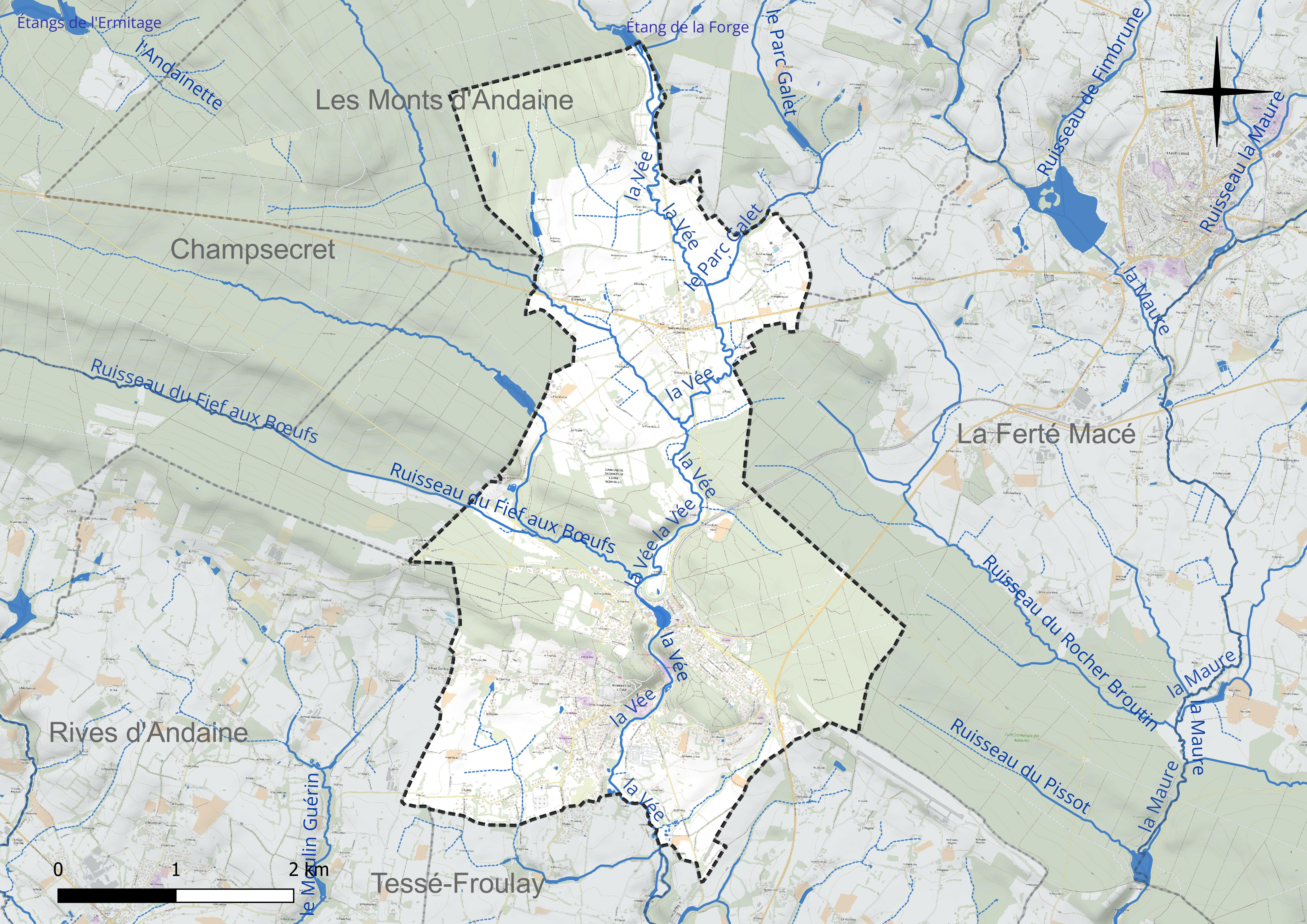
Réseau hydrographique de Bagnoles de l'Orne Normandie.

Le Mousse, d'une longueur de 10 km, prend sa source dans la commune de La Ferrière-aux-Étangs et se jette  dans la Vée sur la commune, après avoir traversé six communes. 

### Climat
Le climat qui caractérise la commune est qualifié, en 2010, de « climat océanique altéré », selon la typologie des climats de la France qui compte alors huit grands types de climats en métropole. En 2020, la commune ressort du même type de climat dans la classification établie par Météo-France, qui ne compte désormais, en première approche, que cinq grands types de climats en métropole. Il s’agit d’une zone de transition entre le climat océanique, le climat de montagne et le climat semi-continental. Les écarts de température entre hiver et été augmentent avec l'éloignement de la mer. La pluviométrie est plus faible qu'en bord de mer, sauf aux abords des reliefs.
Les paramètres climatiques qui ont permis d’établir la typologie de 2010 comportent six variables pour les températures et huit pour les précipitations, dont les valeurs correspondent à la normale 1971-2000. Les sept principales variables caractérisant la commune sont présentées dans l'encadré ci-après.
| Paramètres climatiques communaux sur la période 1971-2000 - Moyenne annuelle de température : 10,3 °C - Nombre de jours avec une température inférieure à −5 °C : 2,4 j - Nombre de jours avec une température supérieure à 30 °C : 1,9 j - Amplitude thermique annuelle : 13,4 °C - Cumuls annuels de précipitation : 878 mm - Nombre de jours de précipitation en janvier : 13,2 j - Nombre de jours de précipitation en juillet : 7,6 j |

Avec le changement climatique, ces variables ont évolué. Une étude réalisée en 2014 par la direction générale de l'Énergie et du Climat complétée par des études régionales prévoit en effet que la  température moyenne devrait croître et la pluviométrie moyenne baisser, avec toutefois de fortes variations régionales. La station météorologique de Météo-France installée sur la commune et mise en service en 1990 permet de connaître en continu l'évolution des indicateurs météorologiques. Le tableau détaillé pour la période 1981-2010 est présenté ci-après.
| Mois                                  | jan.          | fév.         | mars         | avril         | mai           | juin          | jui.         | août           | sep.          | oct.          | nov.           | déc.           | année    |
| ------------------------------------- | ------------- | ------------ | ------------ | ------------- | ------------- | ------------- | ------------ | -------------- | ------------- | ------------- | -------------- | -------------- | -------- |
| Température minimale moyenne (°C)     | 1             | 0,7          | 2,1          | 3,6           | 7,3           | 9,7           | 11,6         | 11,2           | 8,2           | 6,7           | 3,4            | 0,9            | 5,6      |
| Température moyenne (°C)              | 4,4           | 4,9          | 7,2          | 9,4           | 13,2          | 15,9          | 17,8         | 17,8           | 14,6          | 11,5          | 7,3            | 4,3            | 10,7     |
| Température maximale moyenne (°C)     | 7,9           | 9,1          | 12,3         | 15,2          | 19            | 22,1          | 24,1         | 24,3           | 21            | 16,3          | 11,2           | 7,7            | 15,9     |
| Record de froid (°C) date du record   | −15 26.01.07  | −15 09.02.12 | −10 01.03.05 | −6 11.04.03   | −2,5 02.05.21 | −1 04.06.1991 | 3 13.07.1993 | 1,5 26.08.1993 | −1 28.09.1990 | −6 31.10.1997 | −10 23.11.1993 | −13,5 29.12.05 | −15 2012 |
| Record de chaleur (°C) date du record | 16 13.01.1993 | 22 27.02.19  | 24 30.03.21  | 29,5 20.04.18 | 31,5 27.05.05 | 37 29.06.19   | 39 25.07.19  | 39 07.08.20    | 34,5 14.09.20 | 29,5 02.10.11 | 22 01.11.15    | 16,5 07.12.00  | 39 2020  |
| Précipitations (mm)                   | 91,8          | 72,5         | 67,4         | 63            | 68,9          | 59,5          | 70,2         | 57,2           | 68,6          | 87,2          | 94             | 102,3          | 902,6    |

## Urbanisme

### Typologie
Au 1er janvier 2024, Bagnoles de l'Orne Normandie est catégorisée bourg rural, selon la nouvelle grille communale de densité à sept niveaux définie par l'Insee en 2022.
Elle appartient à l'unité urbaine de Bagnoles de l'Orne Normandie, une agglomération intra-départementale regroupant deux  communes, dont elle est ville-centre,,. Par ailleurs la commune fait partie de l'aire d'attraction de La Ferté Macé, dont elle est une commune du pôle principal,. Cette aire, qui regroupe 17 communes, est catégorisée dans les aires de moins de 50 000 habitants,.

### Logement
En 2020, le nombre total de logements dans la commune était de 3 280, alors qu'il était de 3 115 en 2014 et de 2 960 en 2009.
Parmi ces logements, 44 % étaient des résidences principales, 54,8 % des résidences secondaires et 1,2 % des logements vacants. Ces logements étaient pour 37 % d'entre eux des maisons individuelles et pour 62,3 % des appartements.
Le tableau ci-dessous présente la typologie des logements à Bagnoles de l'Orne Normandie en 2020 en comparaison avec celle de l'Orne et de la France entière. Une caractéristique marquante du parc de logements est ainsi une proportion de résidences secondaires et logements occasionnels (54,8 %) nettement supérieure à celle du département (10,6 %) et à celle de la France entière (9,7 %). Concernant le statut d'occupation des résidences principales, 59,2 % des habitants de la commune sont propriétaires de leur logement (60,8 % en 2014), contre 64,3 % pour l'Orne et 57,5 pour la France entière.
| Typologie                                               | Bagnoles de l'Orne Normandie | Orne | France entière |
| ------------------------------------------------------- | ---------------------------- | ---- | -------------- |
| Résidences principales (en %)                           | 44                           | 78,4 | 82,1           |
| Résidences secondaires et logements occasionnels (en %) | 54,8                         | 10,6 | 9,7            |
| Logements vacants (en %)                                | 1,2                          | 11,1 | 8,2            |

## Toponymie
Le nom de la localité est attesté sous la forme Baignolles en 1617.
Bagnolles est issu d'un terme latin du IVe siècle Balneolas « petit bain, petit établissement de bains ». Selon le dictionnaire de vieux français de D. Godefroy, Baignolet désigne une étendue d'eau assez large mais peu profonde. Également en vieux français, bagnole désigne une habitation isolée ou un petit groupe d'habitations isolées, un hameau.
Normandie est le complément locatif.

## Histoire
La commune est créée le 1er janvier 2016 par un arrêté préfectoral du 18 novembre 2015, par la fusion de deux communes, sous le régime juridique des communes nouvelles instauré par la loi no 2010-1563 du 16 décembre 2010 de réforme des collectivités territoriales. Les communes de Bagnoles-de-l'Orne et Saint-Michel-des-Andaines deviennent des communes déléguées et Bagnoles-de-l'Orne est le chef-lieu de la commune nouvelle.

## Politique et administration

### Liste des maires
| Période      | Période  | Identité          | Étiquette | Qualité |
| ------------ | -------- | ----------------- | --------- | --- |
| janvier 2016 | En cours | Olivier Petitjean | DVD       | Huissier de justice, ancien 1er adjoint de Jean-Pierre Blouet Conseiller départemental de Bagnoles de l'Orne Normandie (2021 → ) 7e vice-président de la CC Andaine-Passais |

### Communes déléguées
| Nom                        | Code Insee | Intercommunalité           | Superficie (km2) | Population (dernière pop. légale) | Densité (hab./km2) |
| -------------------------- | ---------- | -------------------------- | ---------------- | --------------------------------- | ------------------ |
| Bagnoles-de-l'Orne (siège) | 61483      | CC du Pays d'Andaine       | 9,26             | 2 388 (2021)                      | 258                |
| Saint-Michel-des-Andaines  | 61431      | CC La Ferté - Saint-Michel | 6,44             | 316 (2021)                        | 49                 |

### Circonscriptions électorales
À la suite du décret du 5 mars 2020, la commune est entièrement rattachée au canton de Bagnoles de l'Orne Normandie.

## Démographie
L'évolution du nombre d'habitants est connue à travers les recensements de la population effectués dans la commune depuis sa création.

En 2022, la commune comptait 2 698 habitants, en évolution de +0,9 % par rapport à 2016 (Orne : −3,21 %, France hors Mayotte : +2,11 %).
| 2014  | 2019  | 2022  |
| ----- | ----- | ----- |
| 2 704 | 2 732 | 2 698 |

## Culture locale et patrimoine

### Lieux et monuments
- Prieuré Saint-Ortaire.
- Chalet suédois. Il provient du Champ-de-Mars à Paris où il a été édifié par les menuiseries Ligna à l'occasion de l'exposition universelle de 1889. À l'issue de l’exposition, il est démonté et mis en vente. Il est acheté au début de l'année 1890 par l'industriel Georges Hartog qui s'installe alors à Bagnoles-de-l'Orne. Georges Hartog deviendra directeur des thermes de la ville en 1896 et le restera jusqu'en 1919. Le chalet suédois a été inscrit au titre des monuments historiques en 2023[24].